# 狭山ヶ丘駅

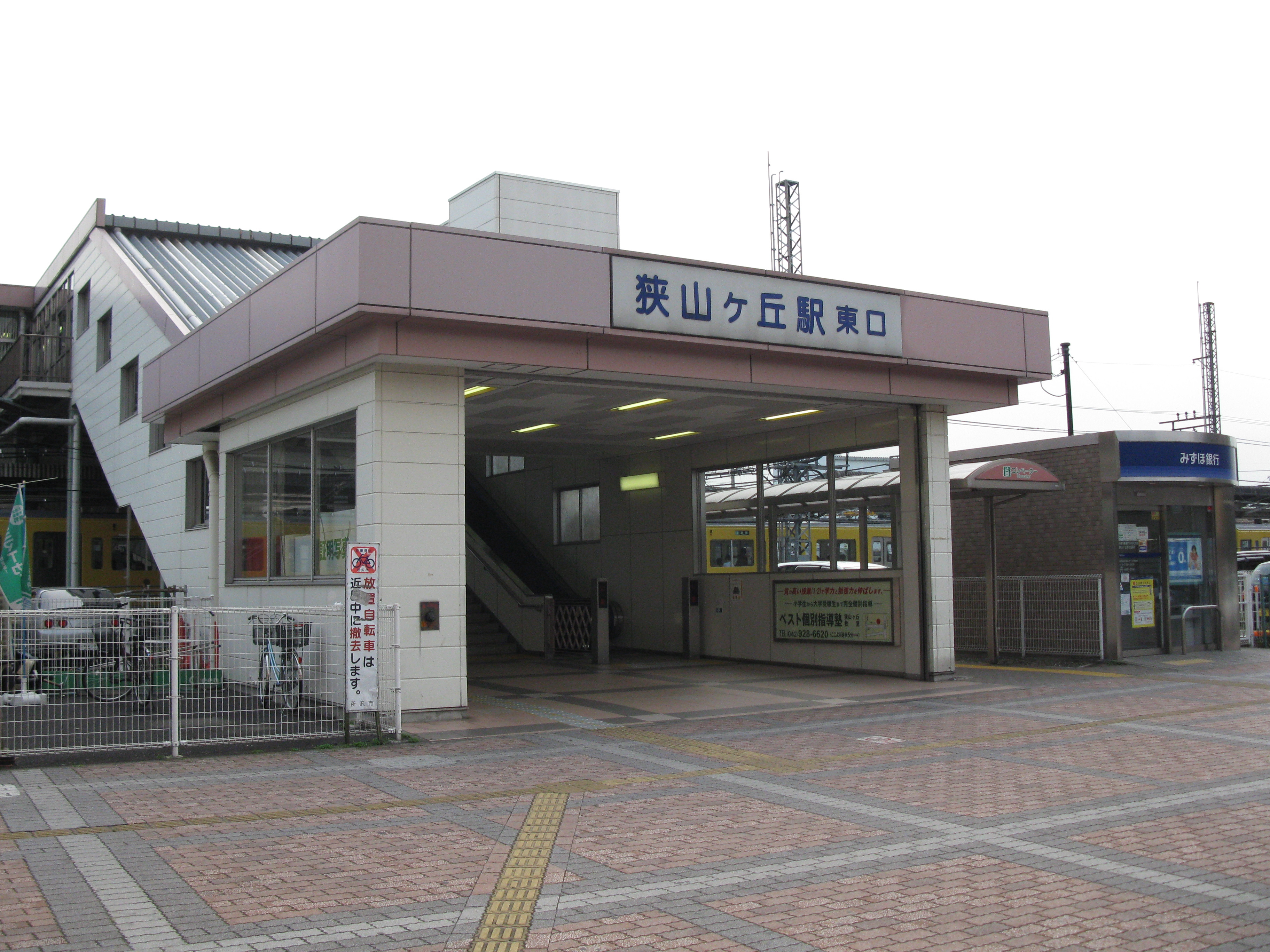
東口（2009年8月）

狭山ヶ丘駅（さやまがおかえき）は、埼玉県所沢市狭山ヶ丘一丁目にある、西武鉄道池袋線の駅。駅番号はSI20。

## 歴史
- 1915年（大正4年）
  - 4月15日：現・西武鉄道の前身となる武蔵野鉄道が営業を開始すると同時に元狭山駅（もとさやまえき）として開業。
  - 9月1日：三ヶ島村駅（みかじまむらえき）に改称[1]。
- 1933年（昭和8年）3月1日：三ヶ島村駅から狭山ヶ丘駅に改称。
- 1970年（昭和45年）6月14日：橋上駅舎使用開始[2]。
- 1990年（平成2年）：東横瀬 - 当駅間で行われていた袋詰めセメント輸送を終了。
- 1993年（平成5年）4月1日：東口開設[3]。
- 2003年（平成15年）2月14日：バリアフリー化完了。
- 2025年（令和7年）4月1日：駅係員によるインターホンでご案内する遠隔対応駅へ変更するとともに、窓口での切符等の販売を終了[4]。

## 駅構造
島式ホーム1面2線を有する地上駅で、ホーム有効長は10両編成分である。ホームの飯能寄りは曲線部となっている。
トイレは2階改札内コンコースにあり、多機能トイレも設置されている。また、ホームと改札階、改札階と東口・西口両駅前広場との間をそれぞれ連絡するエスカレーターとエレベーターが整備されている。
1番ホームの西側に側線を持ち、夜間（土休日は夕方）から早朝にかけ小手指終着の10両編成列車を1本当駅へ回送し留置している。また、工事保守・保線用車両が留置されることがある。側線は、本線とは所沢寄りで線路を接続している（かつては飯能寄りでも本線と接続しており、渡り線もあったため上り線からも進入ができ、貨物列車の貨物着発・待避線としての役割も果たしていた）。
1990年までは当駅 - 東横瀬間で袋詰めセメント輸送を実施していた名残で、側線の西側の線路に沿って貨物専用ホームが残存している。

### のりば
| ホーム | 路線   | 方向 | 行先                               |
| ------ | ------ | ---- | ---------------------------------- |
| 1      | 池袋線 | 下り | 飯能・西武秩父方面                 |
| 2      | 池袋線 | 上り | 所沢・池袋・新木場・渋谷・横浜方面 |

（出典：西武鉄道:駅構内図）
- 案内は上記のようになっているが、日中時間帯は原則として西武線池袋 - 飯能駅間の列車（急行3本、準急2本、各停1本）しか停車しないため、池袋・所沢・飯能駅以外は主要駅などで必ず1回以上乗り換える必要がある。

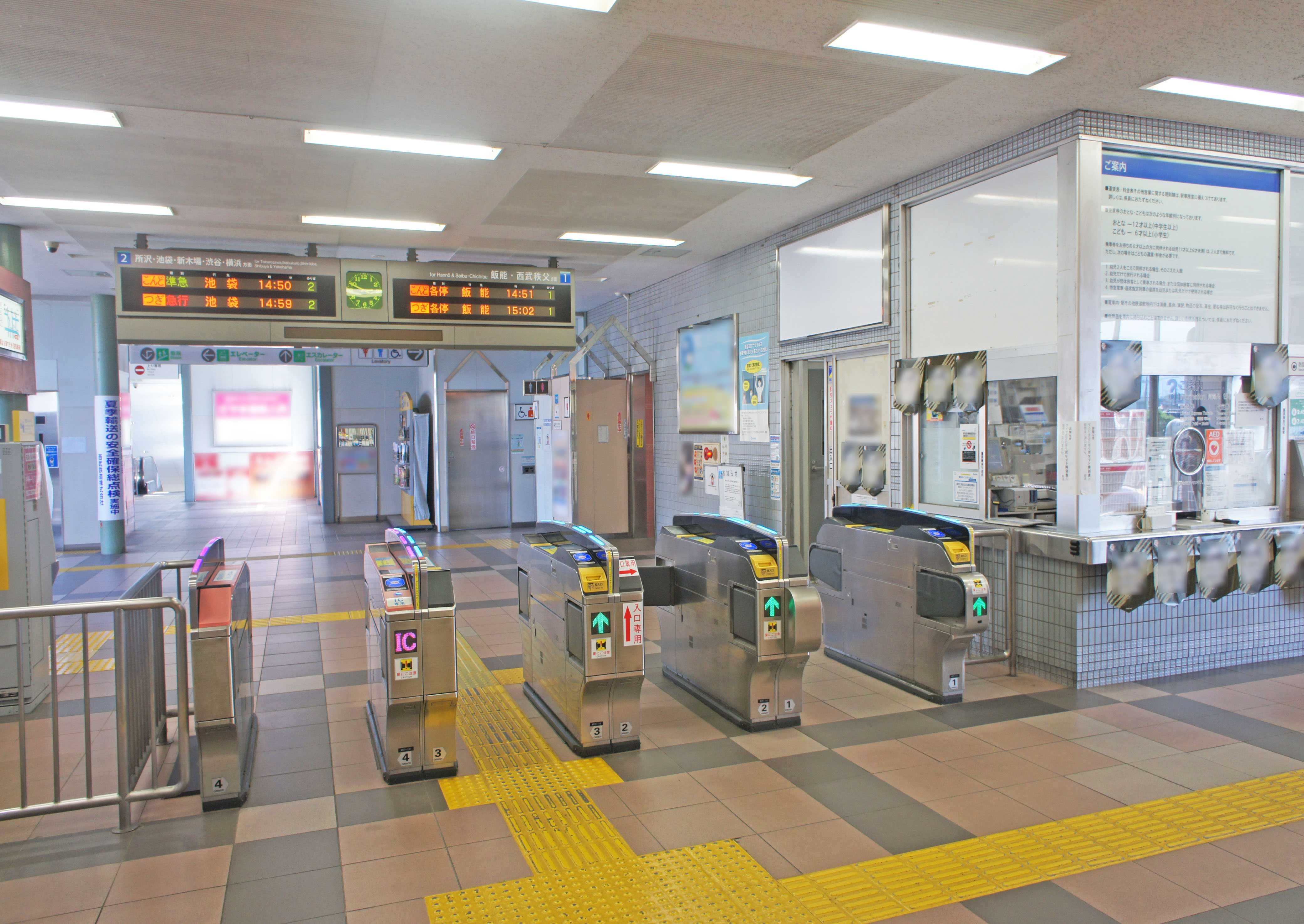
改札口（2022年7月）
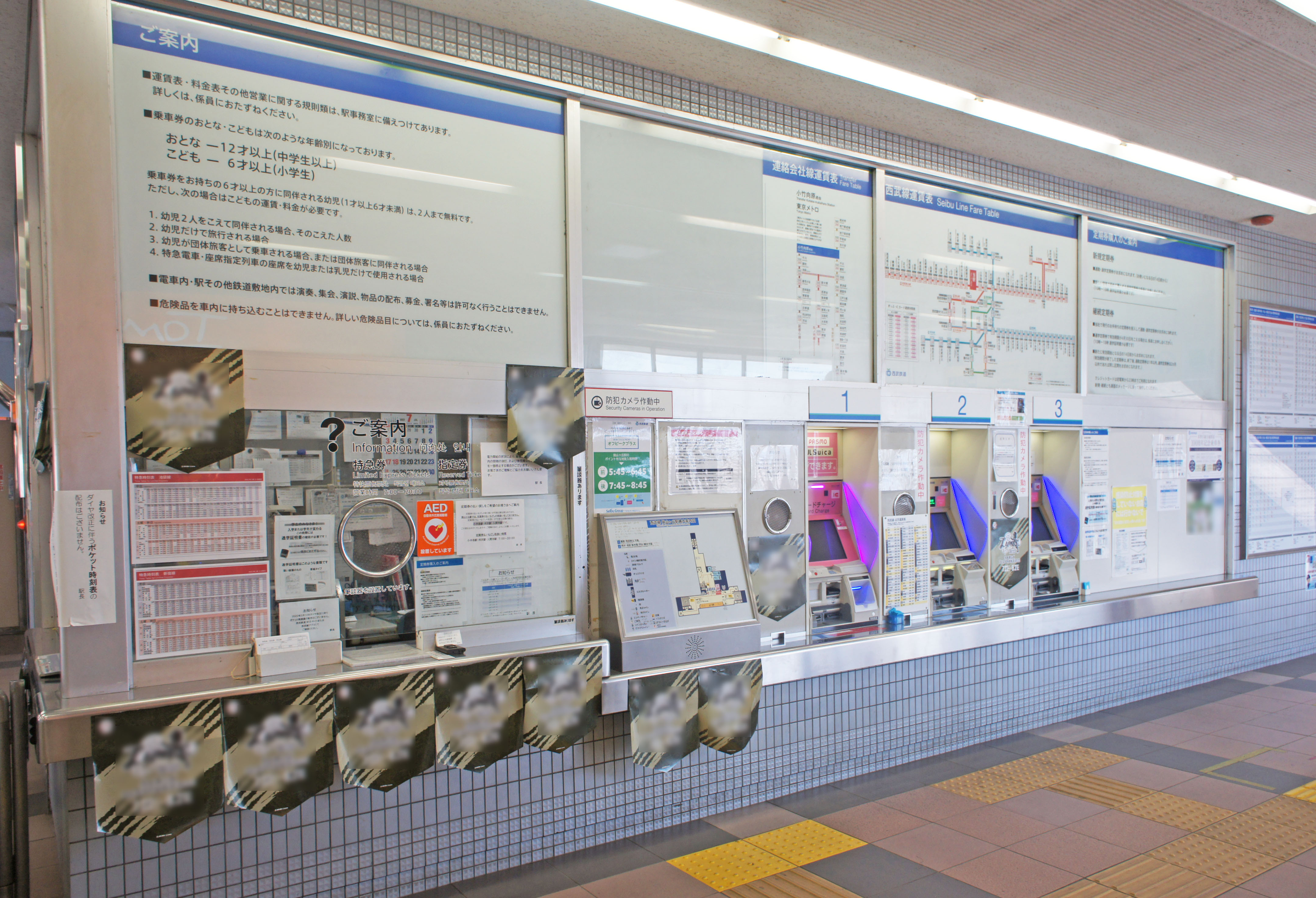
自動券売機（2022年7月）
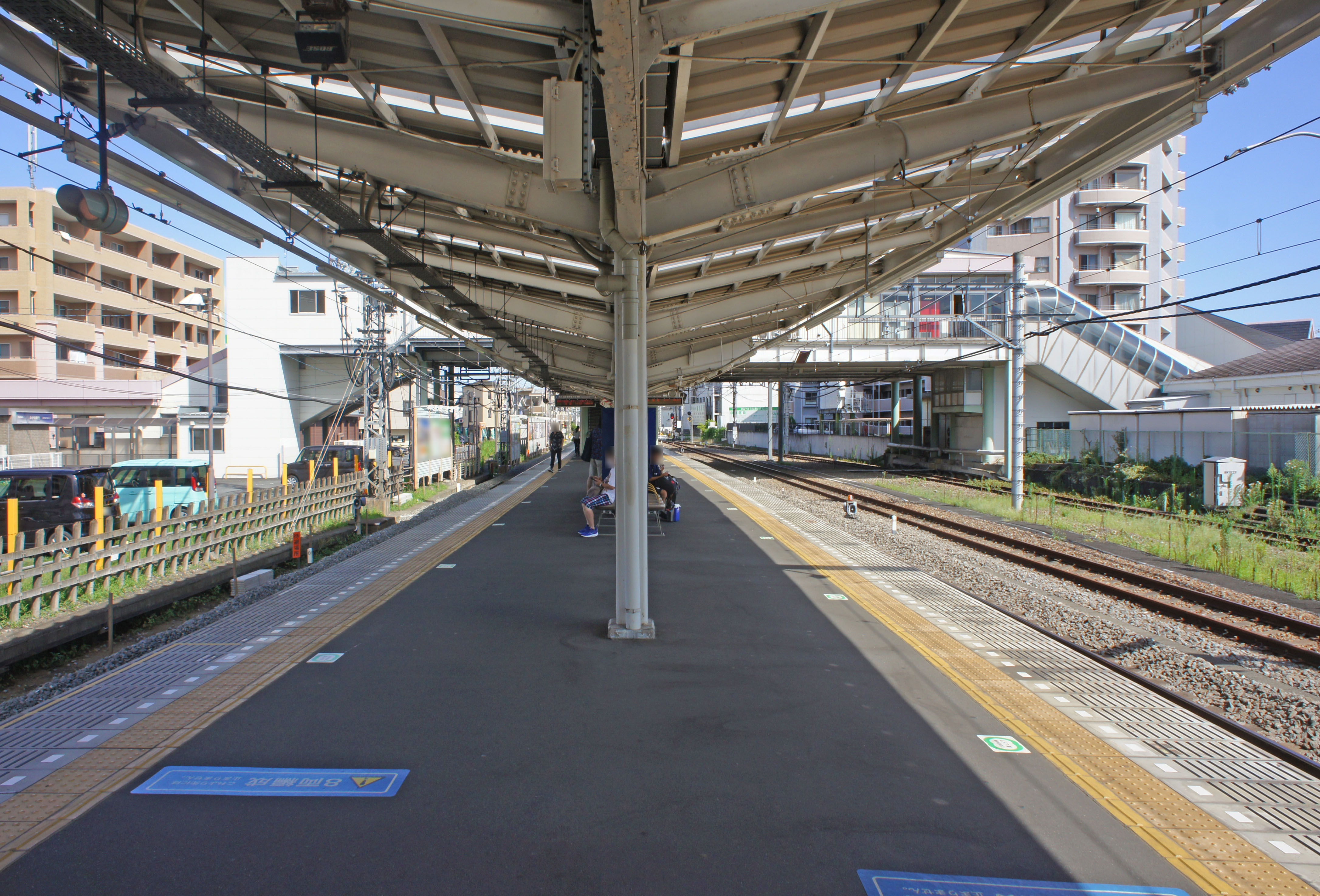
ホーム（2022年7月）

## 利用状況
2024年（令和6年）度の1日平均乗降人員は22,670人であり、西武鉄道全92駅中44位。急行・通勤急行通過駅の江古田駅・練馬駅・中村橋駅・大泉学園駅・保谷駅・清瀬駅・秋津駅、通勤急行通過駅のひばりヶ丘駅、急行通過駅の東久留米駅より利用者が少ない。
近年の1日平均乗降人員および乗車人員の推移は下記の通り。
| 年度               | 1日平均 乗降人員 | 1日平均 乗車人員 | 出典     |
| ------------------ | ---------------- | ---------------- | -------- |
| 1990年（平成02年） | 33,937           | 17,017           |          |
| 1991年（平成03年） | 34,454           | 17,295           |          |
| 1992年（平成04年） | 34,701           | 17,418           |          |
| 1993年（平成05年） | 34,925           | 17,576           |          |
| 1994年（平成06年） | 34,396           | 17,293           |          |
| 1995年（平成07年） | 34,051           | 17,095           |          |
| 1996年（平成08年） | 34,109           | 17,096           |          |
| 1997年（平成09年） | 33,220           | 16,618           |          |
| 1998年（平成10年） | 32,679           | 16,303           |          |
| 1999年（平成11年） | 32,171           | 16,008           | [ * 1 ]  |
| 2000年（平成12年） | 31,702           | 15,785           | [ * 2 ]  |
| 2001年（平成13年） | 31,278           | 15,535           | [ * 3 ]  |
| 2002年（平成14年） | 30,565           | 15,162           | [ * 4 ]  |
| 2003年（平成15年） | 29,981           | 14,886           | [ * 5 ]  |
| 2004年（平成16年） | 29,626           | 14,695           | [ * 6 ]  |
| 2005年（平成17年） | 29,299           | 14,535           | [ * 7 ]  |
| 2006年（平成18年） | 29,393           | 14,563           | [ * 8 ]  |
| 2007年（平成19年） | 29,340           | 14,616           | [ * 9 ]  |
| 2008年（平成20年） | 28,946           | 14,419           | [ * 10 ] |
| 2009年（平成21年） | 28,092           | 14,000           | [ * 11 ] |
| 2010年（平成22年） | 26,835           | 13,512           | [ * 12 ] |
| 2011年（平成23年） | 25,997           | 13,087           | [ * 13 ] |
| 2012年（平成24年） | 26,023           | 13,086           | [ * 14 ] |
| 2013年（平成25年） | 26,238           | 13,194           | [ * 15 ] |
| 2014年（平成26年） | 25,665           | 12,889           | [ * 16 ] |
| 2015年（平成27年） | 25,831           | 12,969           | [ * 17 ] |
| 2016年（平成28年） | 25,626           | 12,856           | [ * 18 ] |
| 2017年（平成29年） | 25,742           | 12,908           | [ * 19 ] |
| 2018年（平成30年） | 25,697           | 12,881           | [ * 20 ] |
| 2019年（令和元年） | 25,107           | 12,579           | [ * 21 ] |
| 2020年（令和02年） | 18,651           | 9,340            | [ * 22 ] |
| 2021年（令和03年） | 19,811           |                  |          |
| 2022年（令和04年） | 21,426           |                  |          |
| 2023年（令和05年） | 22,147           |                  |          |
| 2024年（令和06年） | 22,670           |                  |          |

## 駅周辺

### 西口（開業時から開設の駅出入口）
- バス・タクシー乗り場
- 所沢市狭山ヶ丘コミュニティセンター
  - 所沢市役所 狭山ヶ丘サービスコーナー
  - 所沢市立図書館 狭山ヶ丘分館
  - 所沢市老人福祉センターさやまがおか荘
- 東和銀行 狭山ヶ丘支店
- 飯能信用金庫 狭山ヶ丘支店
- 西武信用金庫 狭山ヶ丘支店
- 所沢西郵便局
- 所沢若狭郵便局
- マミーマート狭山ヶ丘店
- 国立病院機構西埼玉中央病院
- 国立病院機構西埼玉中央病院附属看護学校
- 所沢緑ヶ丘病院
- 埼玉県立所沢商業高等学校
- 埼玉県道223号狭山ヶ丘停車場線
- 国道463号バイパス（所沢入間バイパス／小手指バイパス）
- サンロード商店街
- オリンピック 所沢西店

### 東口
- バス乗り場
- ところざわ自動車学校
- 国道463号（通称：行政道路）
- 狭山ヶ丘病院（精神科・神経科）
- 圏央所沢病院
- オザム 東狭山ヶ丘店

## バス路線
- 西口 - 西武バスにより運行、飯能営業所担当。
  - 所沢市内循環バス「ところバス」（コミュニティバス） - 西武バス所沢営業所が運行受託。
    - 西路線（新所沢・三ヶ島コース）：航空公園駅

  - 所沢市内循環バス「ところワゴン」（コミュニティバス） - 西武ハイヤー所沢営業所が運行受託。
    - 林・糀谷ルート / 三ヶ島ルート / 若狭ルート：狭山ヶ丘駅西口
- 東口
  - 所沢市内循環バス「ところバス」（コミュニティバス） - 西武バス所沢営業所が運行受託。
    - 西路線（新所沢・三ヶ島コース）：航空公園駅 / 狭山ヶ丘駅西口

## 隣の駅
西武鉄道

 池袋線
■快速急行
通過
■急行・■通勤急行・■快速・■準急・■各駅停車（通勤急行は上りのみ運転）
小手指駅 (SI19) - 狭山ヶ丘駅 (SI20) - 武蔵藤沢駅 (SI21)